# Cairo Mustangs
I Cairo Mustangs sono stati una squadra di football americano del Cairo, in Egitto, fondata nel 2013. Sono inattivi dal  2017.

## Dettaglio stagioni

### Tornei nazionali

#### Campionato

##### ELAF
| Stagione | regular season | regular season | regular season | regular season | regular season | regular season | playoff | playoff | playoff | playoff | playoff | playoff       | playoff     |
|          | Vin            | Par            | Per            | Tot            | PF             | PS             | Vin     | Per     | Tot     | PF      | PS      | risultato     | avversaria  |
| -------- | -------------- | -------------- | -------------- | -------------- | -------------- | -------------- | ------- | ------- | ------- | ------- | ------- | ------------- | ----------- |
| 2016     | 1              | 0              | 7              | 8              | 48             | 184            | -       | -       | -       | -       | -       | Quarto posto  | -           |
| 2017     | 2              | 0              | 2              | 4              | 20             | 27             | 1       | 1       | 2       | 18      | 44      | Pharaohs Bowl | Cairo Hawks |
| Totale   | 3              | 0              | 9              | 12             | 68             | 211            | 1       | 1       | 2       | 18      | 44      |               |             |

Fonti: Enciclopedia del Football - A cura di Roberto Mezzetti